# 陳貞節
陈贞节（?—?），唐朝官员，颍川人。
开元初年，陈贞节担任右拾遗。唐朝隐太子、章怀太子、懿德太子、节愍太子四太子都建陵庙，分八署，置官下设吏卒，四季祠官进飨。陈贞节以为不妥，上言请不要以国家奉祀，而由各自后代子孙奉祀。唐玄宗诏有司议论。驾部员外郎裴子餘认为四太子都是先帝冢嗣，太常博士段同认为隐太子是伯曾祖，服缌麻之亲；章怀太子是伯父，服期之亲；懿德太子、节愍太子是玄宗的堂兄弟，服大功。亲未尽，庙不可废。礼部尚书郑惟忠等二十七人也不同意废除太子庙。于是四陵庙只是将吏卒减半，其他如旧。陈贞节转任太常博士。玄宗奉昭成皇后祔睿宗室，又想让肃明皇后一起祔庙。陈贞节上奏昭成皇后升配睿宗，肃明皇后纳神主于别庙，时享如仪。于是，留神主仪坤庙，隶属于太庙，不置官属。陈贞节又与博士苏献上言请求睿宗和中宗不应该同在太庙，请以中宗为别庙，奉睿宗继高宗。唐玄宗于是下诏奉中宗别庙，升睿宗为第七室。
开元五年（717年），太庙毁坏，天子把神主存放在太极殿，营建新庙，素服避正寝，三百天不朝，依然驾幸东都。伊阙男子孙平子上书称太庙毁坏是把睿宗高于中宗的结果。中宗中兴有功，睿宗曾经向中宗称臣，现在是臣居君上。唐玄宗诏有司复议。陈贞节、苏献与博士冯宗质问孙平子，以天子七庙制度反驳。说中宗中兴，别建园寝，百世不毁。玄宗让宰相召孙平子与博士详议。博士联合排挤孙平子。孙平子援引经文辩论分明，苏献等人不能说服他。宰相苏颋袒护博士，孙平子贬围都城尉。但是诸儒以孙平子孤耿，被礼官排挤，为他不平。玄宗也知道他耿直，久久不决，但最后没有恢复中宗入太庙。
次年，玄宗至东都洛阳，将大享明堂，陈贞节厌恶明堂是武则天所营建，不是古代所谓“木不镂、土不文”之制，与冯宗上言希望以乾元殿为明堂。刑部尚书王志愔也同意，建议正旦、冬至时，天子御乾元殿朝会，大享去圜丘。玄宗同意。陈贞节后来寿终正寝。